# Thelyphonus lawrencei
Thelyphonus lawrencei är en spindeldjursart som beskrevs av Verner Hawsbrook Rowland 1973. Thelyphonus lawrencei ingår i släktet Thelyphonus och familjen Thelyphonidae. Inga underarter finns listade i Catalogue of Life.